# Гановце
Гановце (слч. Gánovce) насељено је мјесто са административним статусом сеоске општине (слч. obec) у округу Попрад, у Прешовском крају, Словачка Република.

## Становништво
| Година:    | 1994. | 2004.    | 2014.    | 2024.   |
| ---------- | ----- | -------- | -------- | ------- |
| Број људи: | 768   | 1069     | 1348     | 1408    |
| Разлика:   |       | +39,19 % | +26,09 % | +4,45 % |

| Година:    | 2023. | 2024.   |
| ---------- | ----- | ------- |
| Број људи: | 1403  | 1408    |
| Разлика:   |       | +0,35 % |

Према подацима о броју становника из 2011. године насеље је имало 1.261 становника.